# Kamer Qaka
Kamer Adem Qaka (n. 11 aprilie 1995, Peć, Republica Serbia, Serbia și Muntenegru) este un fotbalist norvegian și albanez, care joacă pe post de mijlocaș la Shkëndija în Prima Ligă. Pe plan internațional, are prezențe la națională pentru Albania, Norvegia U19⁠(d) și Norvegia U17⁠(d).
El și-a început cariera ca senior în Norvegia cu Vålerenga la vârsta de 15 ani, jucând pentru Raufoss, Hønefoss, Sarpsborg 08 și Kristiansund. În 2017, el s-a alăturat echipei românești Politehnica Iași.
Internațional de tineret pentru Norvegia, Qaka a ales să reprezinte Albania la seniori, obținând prima convocare în noiembrie 2017.

## Titluri
Kristiansund
- OBOS-ligaen: 2016

## Legături externe
- Kamer Qaka pe site-ul National-Football-Teams.com
- Kamer Qaka – pe site-ul UEFA